# Icône gay
Pour un article plus général, voir Culture LGBT.

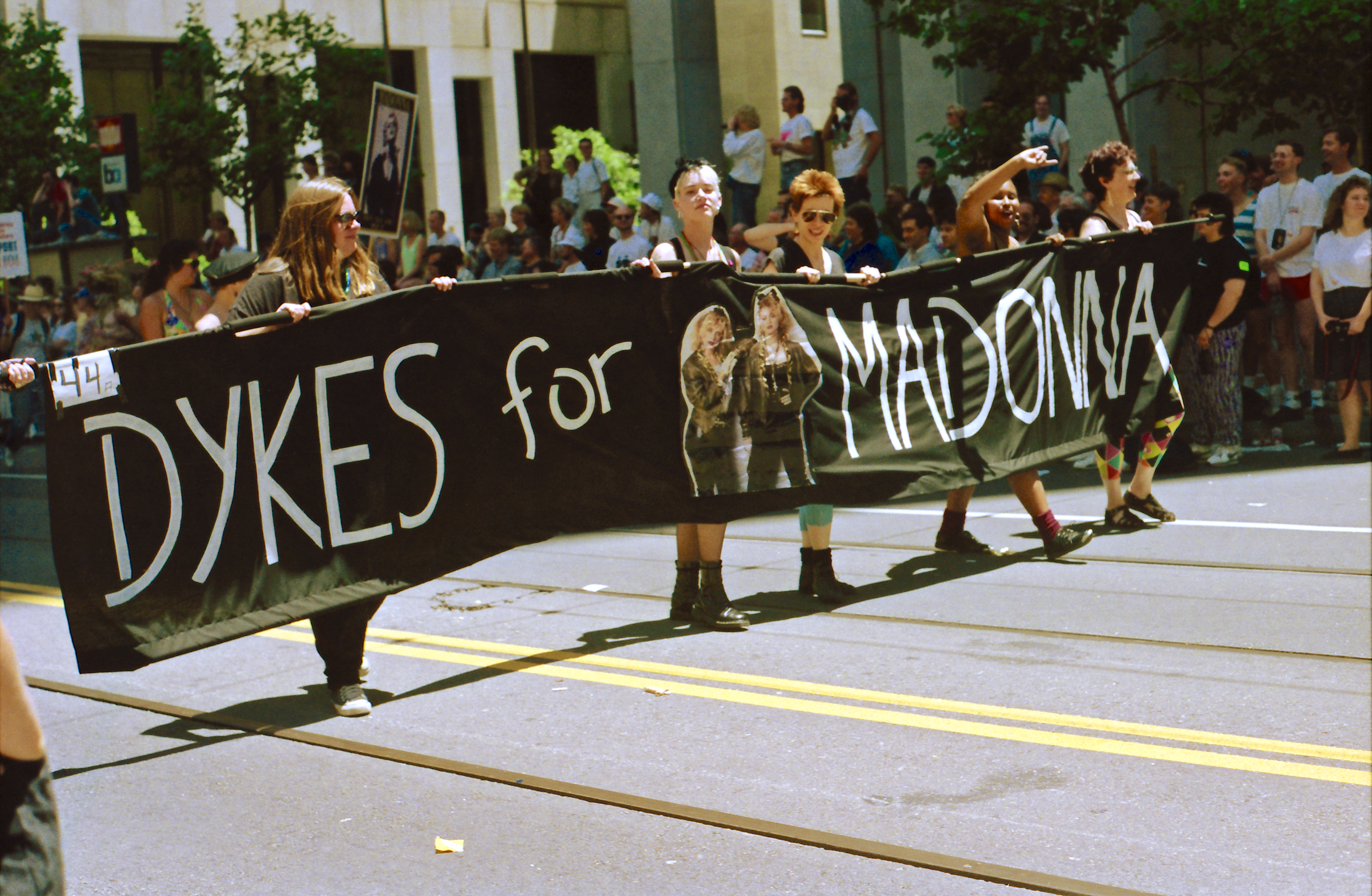
Bannière Dykes For Madonna (littéralement : gouines pour Madonna) à la marche des fiertés 1991 de San Francisco, montrant l'importance de la chanteuse pour la communauté LGBT

Une icône gay ou icône gaie est une personnalité historique ou contemporaine particulièrement appréciée en termes de popularité et de référence dans la communauté LGBT+.
Parmi les caractéristiques constituant une icône gay, les plus courantes sont souvent le courage dans l'adversité et un désir de liberté, le sens du glamour, l'exubérance, la créativité ou des formes d'androgynie. Ces icônes peuvent être de toute orientation sexuelle ou genre, et peuvent avoir fait leur coming out ou non. Certaines se sont faites les porte-voix des revendications du mouvement LGBT+.
Les icônes gays contemporaines incluent principalement des vedettes de la chanson ou du cinéma, le plus souvent associées à une forte personnalité et une fin tragique.
Certaines personnalités historiques sont considérées comme des icônes gays en raison des débats entourant leur orientation sexuelle. De nos jours, il s'agit souvent de chanteuses ou actrices dont beaucoup de fans font partie de la communauté LGBT+.

## Saint Sébastien, icône originelle?

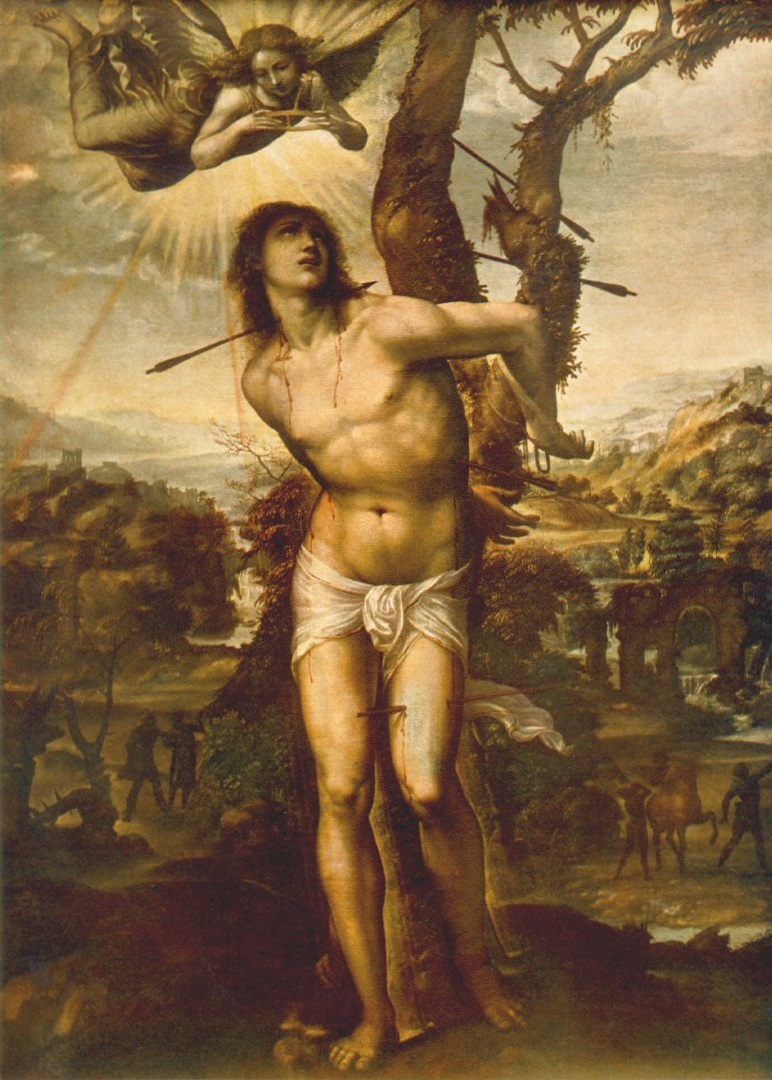
Saint Sébastien

Saint Sébastien est parfois considéré comme la plus ancienne icône gay. Véritable « culte », surtout institué au début du XIXe siècle par des Anglais fortunés et cultivés, dans le cadre de voyages sentimentaux en Italie, bien dans la vogue romantique. Mais cette référence à l'homosexualité remonte sans doute à la Renaissance, où on commence à le peindre sous la forme d'un jeune homme d'une grande beauté. À cette époque, la mode italienne s'empare de l'Europe et permet la redécouverte des antiquités gréco-romaines et conduit peu après à associer saint Sébastien, sans pour autant le confondre, à une autre figure, celle de l'Antinoüs, compagnon de l'empereur Hadrien. Antinoüs, saint Sébastien, puis sans doute Patrocle le compagnon d'Achille, constituent les trois icônes gays masculines antiques dont les littératures du XIXe et du XXe siècles vont s'abreuver. De nos jours, le culte de saint Sébastien reste vif auprès des catholiques homosexuels qui le revendiquent comme saint patron et intercesseur, sans que cela soit reconnu officiellement par l'Église. Le rôle de saint Sébastien lors des épidémies de peste a parfois été étendu à l'épidémie du SIDA.

## Transformation moderne en icône

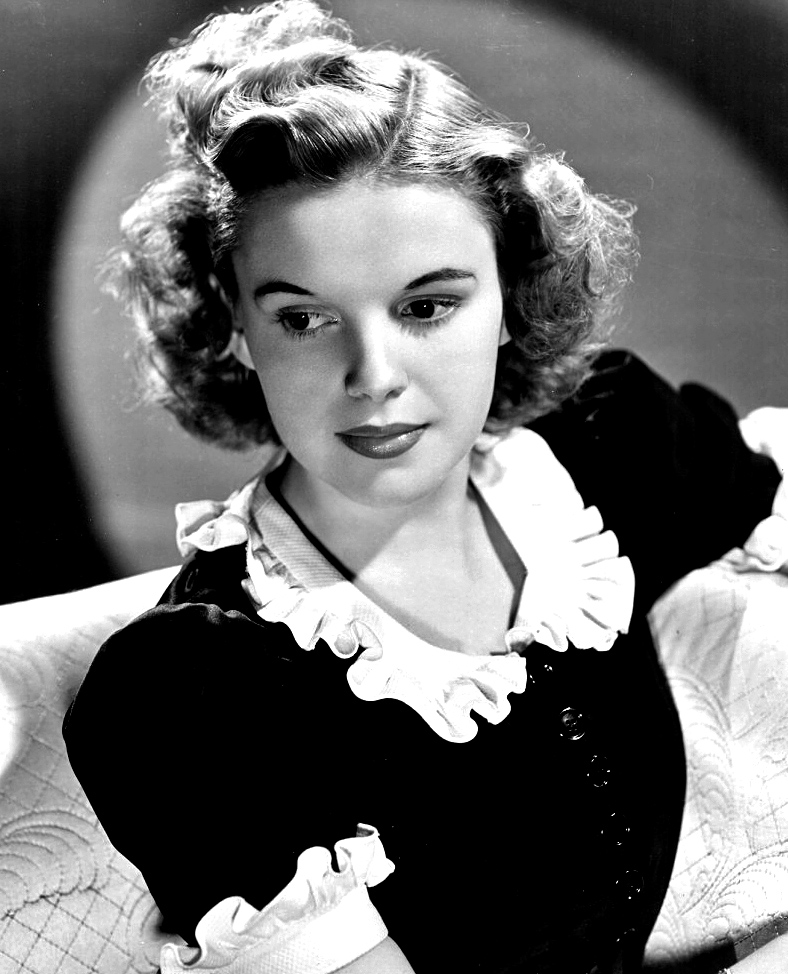
L'actrice et chanteuse Judy Garland, souvent citée comme l'un des archétypes modernes de l'icônologie gay.

La mutation d'une personnalité en icône gay doit être relativisée en fonction des époques, d'une part, et des cultures, d'autre part. Ainsi, le statut d'icône gay peut être fragilisé par la notion de mode ou d'actualité. Le culte de Marlene Dietrich ou de Katharine Hepburn, dont l'aura continue cependant d'être vive, fut extraordinairement intense dans les années 1930 à 1950, bien avant le Pop art et la "sortie du placard" des années 1970 et 1980.

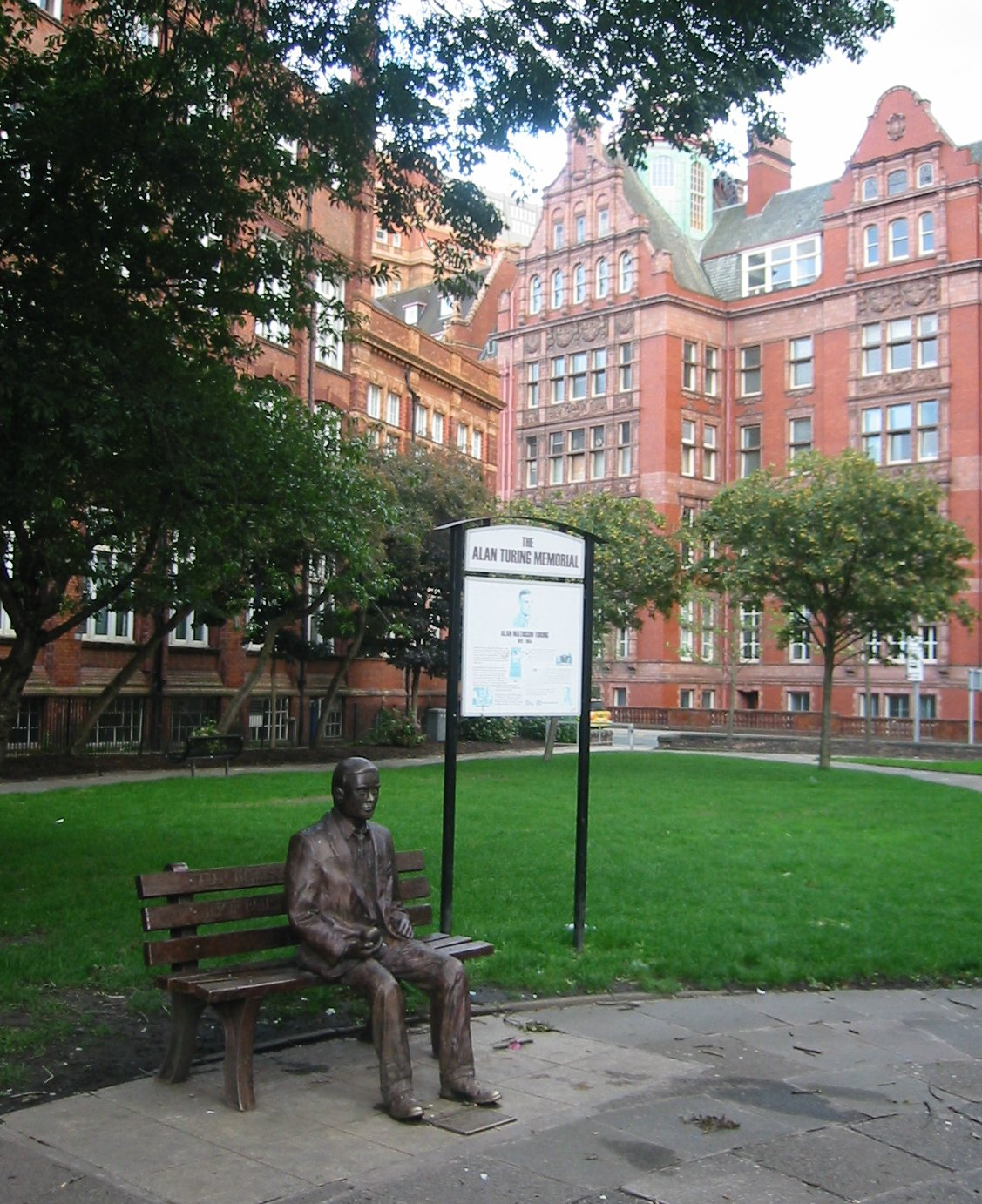
Mémorial Alan Turing.

Objet d'un culte depuis son exécution, Marie-Antoinette est de nos jours parfois considérée comme une icône lesbienne en raison de rumeurs sur de possibles relations avec des femmes, notamment la Princesse de Lamballe. D'autres personnalités féminines de l'Histoire sont élevées au rang d'icônes gays, souvent associé à un féminisme d'avant-garde, comme : Olympe de Gouges, Virginia Woolf, Frida Kahlo, mais les plus emblématiques restent Maria Callas et Judy Garland.
James Dean est considéré comme une des premières icônes gay car, avec Marlon Brando, ils ont influencé l'apparence et l'identification des lesbiennes butch à partir des années 1950.
Dans un autre registre, le mathématicien Alan Turing, reconnu coupable d'homosexualité est également une icône gay : également héros de guerre, il a été amnistié en 2013 par la reine Élisabeth II. Son cas est à l'origine de la promulgation de la loi Alan Turing au Royaume-Uni, partie de la révision de la loi pénale Policing and Crime Bill 2017. Son mémorial est situé près de Canal Street, le quartier gay de Manchester, et de l'université de Manchester et une place publique de Paris, le parvis Alan-Turing, porte son nom dans le 13e arrondissement.

## Icônes contemporaines

### Cinéma, musique, télévision et l'art en général
Les icônes gays contemporaines incluent principalement des vedettes de la chanson ou du cinéma, le plus souvent associées à une forte personnalité et une fin tragique. Par exemple, la chanteuse Maria Callas est devenue une icône gay grâce à ses performances sur scène alliées à une vie privée mouvementée, des histoires d'amour malheureuses et une mort prématurée seule à Paris : son histoire tragique, devenue mythique, constitue une sorte de moule, une référence obligée.

#### Années 1930-1960
Dès son apparition en 1930, le personnage de Betty Boop, héroïne de cartoons, devient non seulement un sex symbole de par sa tenue, mais aussi une icône intergénérationnelle, tout en étant adoptée par la communauté gay,,,,.
Le personnage de bande-dessinée Catwoman, qui apparait dans le premier numéro de Batman en juin 1940 chez DC Comics, est devenu une icône gay de par son passé malheureux, sa vie violentée, mais aussi de par son élégance, indépendance, beauté et ambivalence,.
Dès sa première apparition en 1958 dans la bande dessinée Superman numéro 123 de DC Comics, Supergirl, une super-héroïne extra-terrestre dotée de pouvoirs incroyables et cousine de l'homme d'acier, est rapidement adoptée par la communauté gay,,.
Apparue dès 1959, la Poupée Barbie est non seulement une icône intergénérationnelle, le jouet le plus vendu au monde, mais aussi et surtout l’une des premières icônes fictives gays modernes, traversant les décennies et reste toujours à l’heure actuelle, l’une des icônes gays fictives préférées de la communauté gay,,,.
Révélée dans l’épisode 139 de la bande dessinée Batman en avril 1961 chez l'éditeur DC Comics, la super-héroïne Batgirl, dotée de cheveux roux, prônant la libération des droits de la femme et des minorités, est instantanément considérée comme une icône gay,,,.
Diffusée dès 1964, la série télévisée Ma sorcière bien-aimée, est adoptée par la communauté gay, en raison de l’évolution des mœurs qu’elle développait, mais aussi et surtout parce qu’elle contenait trois acteurs gays (Dick Sargent, Paul Lynde et Agnes Moorehead).

#### Années 1970

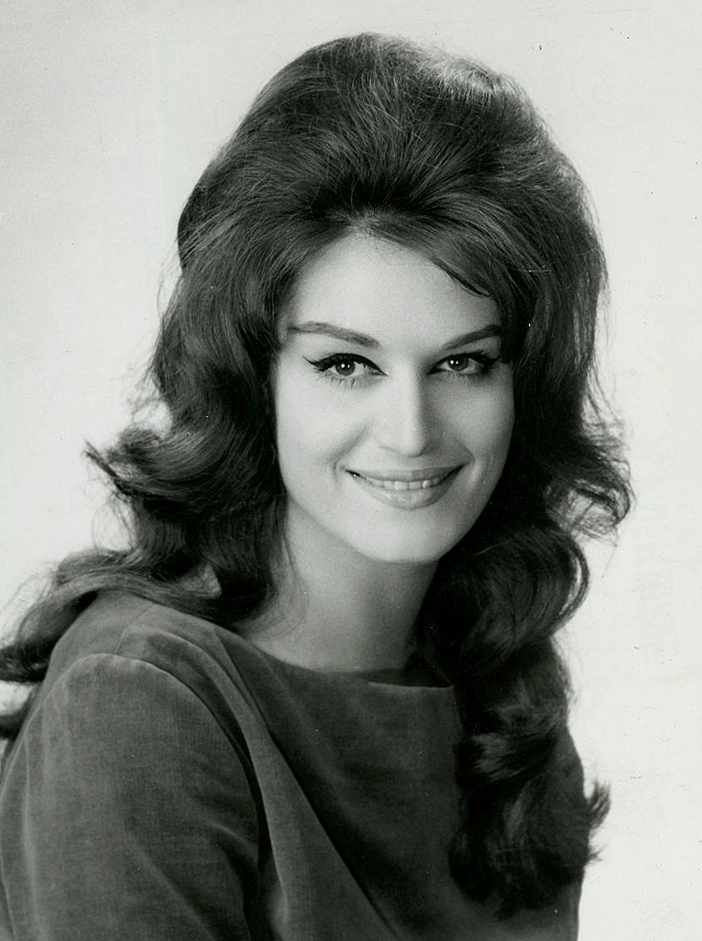
Dalida dans les années 1960.

La première icône gay des années 1970 était "La Reine du Disco" Donna Summer, dont les chansons dance sont devenues des hymnes pour la communauté homosexuelle. Son single Love to Love You Baby, considéré comme "un hymne disco absolu", est non seulement devenu un hymne homosexuel à cause de sa « sexualité explicite » mais il a aussi apporté la touche européenne du disco aux États-Unis, ce qui a influencé le cours de l'industrie du disque pour les années suivantes.
En 1971, le tournage de Mort à Venise de Luchino Visconti, adapté de la nouvelle La Mort à Venise de l'écrivain allemand Thomas Mann fit de l'acteur suédois Bjorn Andresen l'une des premières icônes homosexuelles. Il y jouait le rôle du jeune Tadzio, adolescent androgyne de quinze ans qui noue une relation platonique avec le compositeur Gustav Von Aschenbach. L'histoire fut considérée comme choquante par certains, ainsi les États-Unis voulurent-ils remplacer Tadzio par une jeune fille.
Si le quatuor suédois ABBA, devient une icône culturelle intergénérationnelle dès 1974, il est également considéré comme une icône gay via ses tubes Dancing Queen, Mamma Mia ou encore Gimme! Gimme! Gimme! (A Man After Midnight), qui sont des hymnes pour cette communauté,.
En 1973, Dalida sort un disque avec pour face A le célèbre Paroles... Paroles... et en face B Pour ne pas vivre seul, chanson qui évoque entre-autres l'amour homosexuel. Ce titre jouera un rôle très important dans l'adoption de la chanteuse par la communauté gay. Cette dernière s'est majoritairement attachée à Dalida dans les années 1970, grâce à son répertoire partagé entre la chanson à texte et le disco (Laissez-moi danser (Monday, Tuesday)). En 1979, ensuite, elle a aussi publié une autre chanson, nommée Depuis qu'il vient chez nous, qui parle d’une femme qui découvre l’homosexualité de son homme. La chanteuse exerce alors une certaine fascination sur la communauté gay de par sa sensibilité et son glamour. De plus, de nombreuses personnalités gay l'entourent comme Pascal Sevran ou encore Bertrand Delanoë. Finalement, ses amours contrariés et son suicide ont toujours interpellé la communauté homosexuelle. C'est ainsi que tout au long de sa carrière, et encore aujourd'hui, Dalida compte de nombreux fans homosexuels.,. 

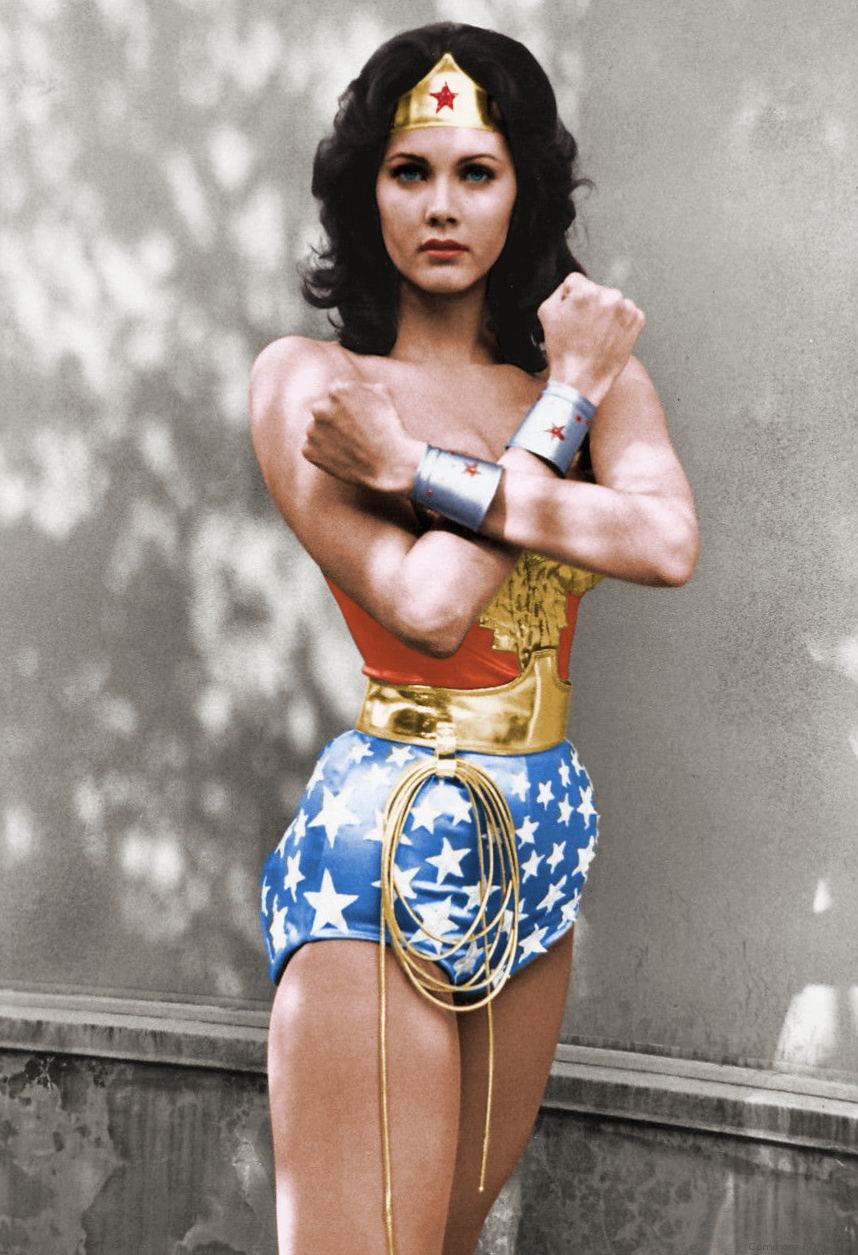
Lynda Carter et Wonder Woman sont des icônes cultes de la communauté gay.

En 1975, la série Wonder Woman ayant pour interprète Lynda Carter est diffusée et est rapidement adoptée par la communauté gay pour plusieurs raisons. Premièrement, le costume de l’héroïne y joue pour beaucoup : il est flamboyant et représente le symbole de l’émancipation de la femme moderne, donc l'évolution des mœurs de la société de l'époque. Deuxièmement, les origines de la super-héroïne peuvent aussi entrer en compte, car étant une amazone, celle-ci vient d'une île peuplée exclusivement de femmes où seules ces dernières ont le pouvoir et de ce fait, beaucoup de membres de la communauté lesbienne et gay s'identifient. De plus, Lynda Carter a beaucoup milité pour les droits des femmes mais aussi en faveur des LGBT lors de gay prides,,. Toutes ces raisons font aussi bien de l'interprète que du personnage, des icônes cultes pour les membres de cette communauté.
La Chanteuse Cass Elliot est considérée comme une icône gay, tant pendant sa carrière solo que comme un membre du groupe The Mamas and the Papas.[réf. nécessaire] Son impact musical provient des paroles louant l'individualité (comme "Make Your Own Kind of Music" et "Different") et l'union libre. Sa musique fut alors utilisée dans le film Beautiful Thing (1996), qui fut acclamé par la communauté gay et adaptée de la pièce du même nom.[réf. nécessaire]
Le programme télévisé Le Muppet Show arrive en 1976 sur les écrans. Il y présente plusieurs marionnettes dont Miss Piggy, une cochonne éprise de Kermit la grenouille. Miss Piggy est rapidement érigée non seulement comme une icône de la pop culture, une icône féminine et une icône de la mode, mais également comme une icône gay interplanétaire grâce à ses tenues vestimentaires glamours et à son attitude de diva, qui font d'elle un des personnages fictifs les plus appréciés de la communauté gay,,,.
La même année aux États-Unis, la série Drôles de dames, qui met en vedette trois femmes détectives en tant que rôles principaux, ce qui était une première à l’époque, est adoptée par la communauté gay et fait de ses trois actrices Jaclyn Smith, Farrah Fawcett et Kate Jackson, des icônes gays,,,.
Dès 1978, la chanteuse Gloria Gaynor est adoptée par la communauté gay grâce à son single I Will Survive, qui devient un hymne aux droits des femmes et aux droits du mouvement gay.
Dans un même temps, les Village People, pionniers en termes de groupe disco, sont aussi considérés comme des icônes gays pour avoir apporté la culture gay disco dans le courant dominant, avec leurs titres disco populaires tels que Y.M.C.A., Macho Man, Go West, Can't Stop the Music, San Francisco, In the Navy.
La même année, Patrick Juvet publie le titre I Love America. De par sa voix haut perchée, son apparence vestimentaire comparée à David Bowie et à ses titres disco qui deviennent des hymnes dans les boites gays, il est alors considéré comme une icône dans la communauté LGBT,.
Apparue en 1979, la série télévisée d’animation Lady Oscar, tirée du manga La Rose de Versailles, obtient des critiques élogieuses, mais est surtout adoptée par la communauté gay, de par l’ambigüité du personnage principal,,,.

#### Années 1980
|                                                       |  |  |
| Cher et Madonna sont reconnues comme des icônes gays. |  |  |

Dans les années 1980, plusieurs artistes deviennent des icônes comme Debbie Harry, Yoko Ono, Alaska, Diana Ross, Grace Jones, Elaine Paige, Amanda Lear, Dolly Parton, Mylène Farmer, Whitney Houston, Olivia Newton-John et Prince,,,,,,,,,,.
Durant cette décennie, des artistes tels que Freddie Mercury (du groupe Queen), George Michael, Morrissey, Pet Shop Boys, Kate Bush, David Bowie et l'écrivain Quentin Crisp, sont érigés en icônes gays,. Elton John devient aussi une icône gay à cette période,,,.
La chanteuse et actrice américaine Cher est également considérée comme une icône gay, d'autant plus depuis son rôle dans le film Le Mystère Silkwood en 1993, où elle joue une lesbienne. Son fils Chaz Bono, ayant fait son coming out à l'âge de 17 ans, Cher est aussi devenue un modèle de parent d'enfants LGBT, déclarant que les personnes LGBT « n'ont pas les mêmes droits que les autres » ce qui est «injuste».
En 1982, le groupe Culture Club, qui interprète le titre Do You Really Want to Hurt Me, est adopté par la communauté gay, en raison de l'homosexualité de son chanteur Boy George, de ses maquillages savants et de ses costumes extravagants. La même année, le groupe The Weather Girls publie le single It's Raining Men, qui devient un hymne dans la communauté gay.

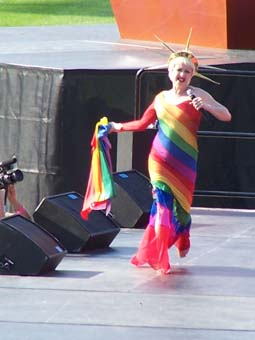
Cyndi Lauper lors d'un concert en faveur de la cause LGBT, vêtue d'une robe aux couleurs du drapeau gay, en 2006.

Cyndi Lauper, chanteuse ayant connu le succès avec le titre Girls Just Want to Have Fun, sorti en 1983, devient grâce aux paroles de cette dernière (la libération de la femme), une des icônes de la communauté gay dans les années 1980,. Elle s'investit par la suite dans les activités du mouvement LGBT, en organisant le True Colors Tours, une série de concerts en faveur des droits de la communauté gay.
Au milieu des années 1980, la présentatrice Oprah Winfrey popularise la contre-culture des médias des années 1980 et 1990 dans son émission The Oprah Winfrey Show. Dans une revue éditoriale, Michael Bronski a écrit « dans le passé récent, les Lesbiennes, gays, bisexuels et transgenres, n'avaient presque aucune présence à la télévision. Avec l'invention et la propagation des talk show de genre tabloïd tels que ceux de Jerry Springer, Jenny Jones, Oprah et Geraldo, ces gens apparaissent maintenant dans les foyers à travers l'Amérique presque tous les jours de la semaine. »[source secondaire souhaitée]

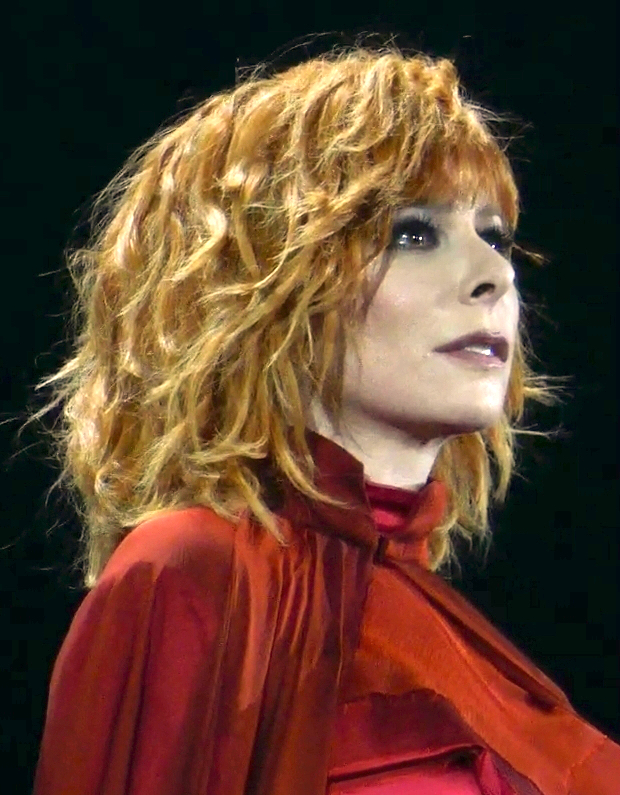
Mylène Farmer est la plus grande icône gay française.

Un exemple d'un tel talk show d'Oprah Winfrey s'est produit dans les années 1980 : pendant une heure, les téléspectateurs présents dans le studio ont donné leur nom et ont annoncé qu'ils étaient homosexuels. Toujours durant les années 1980, Oprah Winfrey est allée en Virginie dans une ville affectée par le virus du SIDA, dont un habitant homosexuel avait le VIH. Oprah Winfrey a interviewé l'homme, qui était devenu un banni social, le maire de la ville ayant fait vider une piscine dans laquelle il avait nagé, et discuté avec les résidents de la ville qui lui étaient hostiles. Oprah Winfrey a réprimandé les téléspectateurs homophobes dans le studio : « j’ai entendu que c'est une ville très croyante » et a ajouté : « Où est tout cet amour chrétien et cette compréhension ? » Pendant un show sur le mariage homosexuel dans les années 1990, une téléspectatrice dans le studio s'est levée pour se plaindre que les homosexuels affichaient constamment leur vie sexuelle et que cela la fatiguait. « Vous savez de quoi je suis fatiguée ? » a répondu Oprah Winfrey, « les hommes hétérosexuels violant et sodomisant des jeunes filles. C’est de ça que je suis fatiguée. » Gamson[Qui ?] a indiqué que le talk show avait permis de rendre les orientations et identités sexuelles alternatives plus acceptables dans la société traditionnelle[source secondaire souhaitée]. Les exemples incluent un article de Time Magazine[source secondaire souhaitée] décrivant les premiers jeunes homosexuels du XXIe siècle faisant un coming out et la baisse du taux de suicide chez les homosexuels. Gamson[Qui ?] croit également que les talk show ont aidé à ce que les homosexuels soient acceptés dans les autres médias, avec par exemple la sitcom Will et Grace (1998-2006), le show de première partie de soirée Queer Eye for the Straight Guy (2003) et le film Le Secret de Brokeback Mountain nommé pour un Oscar en 2005[source secondaire souhaitée].
Oprah Winfrey continue à inviter des homosexuels et se sert de son talk show pour mettre en avant des personnalités gays telles que son coiffeur Andre Walker ou le maquilleur Reggie Wells, ainsi que le décorateur Nate Berkus qui a perdu son partenaire, le photographe Fernando Bengoechea, dans le tsunami de 2004[source secondaire souhaitée]. De ce fait, elle devient une icône pour la communauté gay.[réf. souhaitée]
Côté musique francophone, des chanteuses comme Sheila, Sylvie Vartan, Jeanne Mas, Desireless ou Julie Pietri peuvent être considérées comme des icônes gay grâce à leur apparence recherchée et/ou à leurs chansons mélancoliques,,.
Diffusée dès 1985, la série télévisée d'animation Jem et les Hologrammes, est adoptée par la communauté gay, grâce à ses personnages hauts en couleur,.
À partir de 1986, Mylène Farmer est devenue l'une des idoles françaises des homosexuels, grâce au succès de Libertine, Sans contrefaçon ou encore Pourvu qu'elles soient douces. De plus, la chanteuse aborde régulièrement dans ses chansons le thème de la différence, du rejet et de l'acceptation de chacun : Désenchantée, la mélancolie profonde ; Que mon cœur lâche, le SIDA ;  XXL, la liberté féminine ; L'Âme-Stram-Gram, le plaisir charnel ; Fuck Them All, l'émancipation féminine ; Elle a dit, présent sur l'album Monkey Me, la chanteuse parle frontalement d'amour lesbien et À tout jamais, qui traite du pervers narcissique[source secondaire souhaitée]. Enfin certains de ses clips musicaux ont suscité des débats[source secondaire souhaitée] liés aux sujets LGBTQIA+. Depuis ses débuts, Mylène Farmer a joué d'ambiguïtés de genre et traité, à travers ses textes, de sujets tabous. La chanteuse a également été en une du magazine Têtu (magazine) à plusieurs reprises depuis les années 2000,, revendiquant notamment les mêmes droits pour chaque êtres humains.
En parallèle, dès son adaptation en série télévisée d’animation en 1986, la gamme de jouets Mon petit poney, est de suite adoptée par la communauté gay de par les aventures féériques et les personnages hauts en couleur, qu’elle contient,,,.
De par son adaptation en série télévisée d’animation en 1989, le manga Ranma ½ qui dévoile la vie d’un jeune homme brun, se changeant en femme rousse par le biais d’un jet d’eau, devient un programme phare de la communauté homosexuelle,,.

#### Années 1990
En 1990, la chanteuse suédoise Indra publie son premier 45 tours, Let's Go Crazy. Ce titre à la sonorité club s'impose à la 11e place du classement français et dévoile le genre de musique prépondérante de l'artiste pour les années à venir. Le succès des singles suivants tels que Misery, Temptation, Tell Me ou Gimme What's Real, permettront à la chanteuse de devenir une icône gay,.
En 1992, de par sa mise en avant de nombreux personnages ambigus[Quoi ?], homosexuels ou trans, mais aussi via sa multitude de bijoux, costumes et pouvoirs colorés, le manga Sailor Moon est adopté par la communauté gay, qui fait de l’intégralité des personnages, des icônes gays,,.
Le groupe Sister Queen, composé uniquement de drag queens, sort en 1995, le single Let Me Be A Drag Queen, qui ateint la 9e place du classement en France. Les costumes extravagants et affirmations évoquées dans la chanson, font de ce groupe une icône gay.
Deborah Cox devient rapidement une icône gay par son investissement pour la lutte contre le sida, mais aussi par les remixes clubs inclus dans ses singles, qui sont fréquemment joués dans les discothèques,.
Dès sa diffusion en 1994, le personnage de Kimberly Hart, qui se transforme en Power Rangers rose dans la série phénomène de société mondial Power Rangers, est immédiatement adoptée par la communauté gay, en l’intronisant comme icône homosexuelle.
Diffusée dès 1995, la série télévisée Xena, la guerrière, devient très populaire dans la communauté gay en raison de la relation ambiguë entre les deux héroïnes, entretenue par les scénaristes (et les actrices) dès la deuxième saison, mais surtout dans les trois dernières. Ses dialogues "entre les lignes" (subtext en anglais) sont aujourd'hui encore une "référence culte" pour la communauté lesbienne,,.
Toujours la même année, le dessin animé Princesse Starla et les Joyaux magiques, qui comprenait trois femmes dotées de pouvoirs magiques via des bijoux et vivant des aventures féeriques, est tout de suite adopté par la communauté gay, qui en fait un programme culte.
En 1996, la présentatrice Ellen DeGeneres publie le disque Taste This, connue pour son Yep, I'm gay (« Oui, je suis gay »), où elle affirme son homosexualité. Elle représente, depuis, une référence pour les lesbiennes américaines. La même année, en Espagne, Cristina Ortiz Rodriguez, une femme trans également connue sous le nom de La Veneno, est invitée dans le cadre d'une émission de télévision du soir, et devient rapidement célèbre en Espagne, où elle donne un visage à la communauté transféminine.

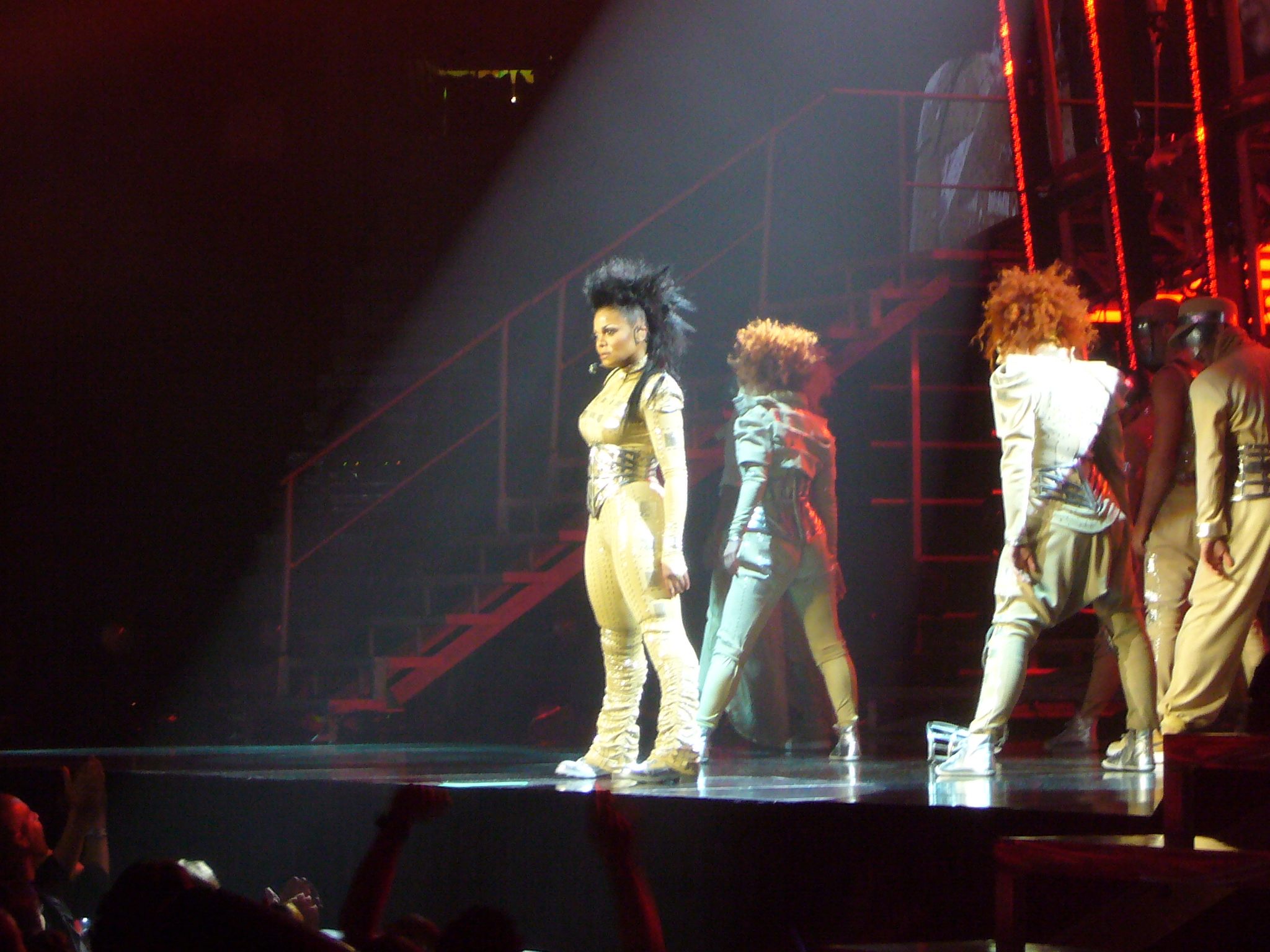
Janet Jackson lors de sa tournée, le Rock Witchu Tour, en 2008.

Janet Jackson, qui devient l'une des plus grandes vendeuses de disques de l'histoire dans les années 1990, obtient le statut d'icône gay avec la sortie de l'opus The Velvet Rope en 1997,,. Du fait des thèmes abordés dans ce disque (son orientation sexuelle, l'homophobie, ou encore la mort d'un proche par le sida, à l'image du single Together Again), Janet est honorée par la National Black Lesbian and Gay Leadership, et reçoit un prix pour le meilleur album lors de la 9e cérémonie des GLAAD Media Awards. Elle reçoit également un prix en 2008, lors des Vanguard Awards pour son investissement pour l'égalité des droits.
Dès sa diffusion en 1998, la série télévisée Sex and the City, devient très populaire pour la communauté gay et érige ses deux actrices Sarah Jessica Parker et Kim Cattrall, comme icônes gays,.
Toujours la même année, le dessin animé Les Super Nanas, est vite adopté par la communauté gay, en raison de ses trois personnages principaux dôtés de plusieurs couleurs, mais aussi de par son extravagance, second degré et son humour ravageur,,,.
En parallèle, la série Charmed, qui raconte les aventures de trois sœurs sorcières Prue, Piper, Phoebe et plus tard Paige, devient un programme aussi culte, qu’incontournable pour la communauté homosexuelle.
Dans un même temps, la série télévisée Will et Grace, dévoilant la vie de Willam Truman, avocat, homosexuel et bel homme, qui partage un superbe appartement new-yorkais avec sa meilleure amie Grace Adler, décoratrice d'intérieur, juive et complexée, devient un programme phare pour la communauté homosexuelle, qui érige les deux acteurs Eric McCormack et Debra Messing, comme icônes gays.
Depuis la sortie de son second opus, Kamikaze, en 1998, composé de sonorités électro appelées "Pop Kosmic", puis agrémenté de plusieurs remixes, d'une apparence vestimentaire très étudiée et de clips colorés, la chanteuse Ysa Ferrer devient une icône gay aussi bien en France, qu'en Russie,.

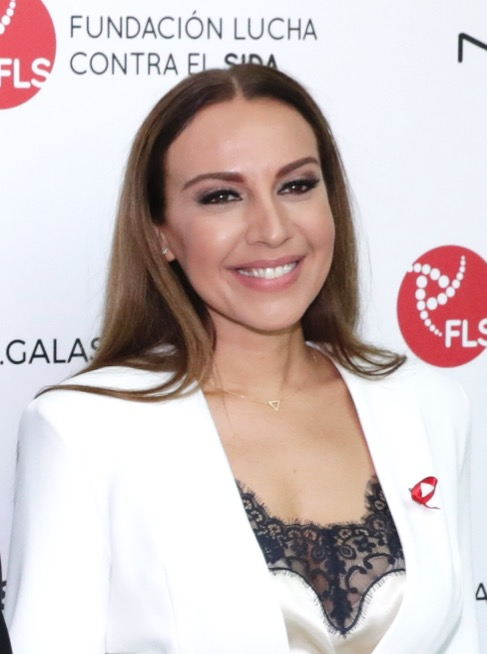
La pop star Mónica Naranjo.

Mariah Carey est également considérée comme une icône gay. Son surnom de Diva, attribué par la presse internationale afin de souligner ses capacités vocales exceptionnelles, ainsi que le thème de la différence souvent abordé dans ses chansons (et lié au racisme dont elle a été victime dans son enfance du fait de son métissage) sont des éléments dans lesquels la communauté gay se reconnaît et qui font d'elle une icône gay. D'autres éléments tels que l'arc-en-ciel multicolore (qui est également le symbole du drapeau gay), le titre de l'album Rainbow sorti en 1999, et ce malgré le sens éclectique en terme musical que l'artiste veut donner à cet opus, la réorchestration de la quasi-totalité de ses singles en remixes clubs, fréquemment joués dans les discothèques ou encore sa prise de position en faveur du mariage pour tous, accentuent ce statut d'icône.
Mónica Naranjo devient également une icône gay dans les années 1990, grâce à ses tubes disco, sa participation aux Marches des Fiertés de Madrid et son combat dans la lutte contre le sida.
La série télévisée Buffy contre les vampires de Joss Whedon, démontre dès sa 4e saison en 1999 aux États-Unis, la relation romantique à long terme entre Willow et Tara, faisant ainsi de ces deux personnages, le premier couple lesbien de la télévision américaine. Le magazine Jane a acclamé Willow et Tara pour représenter avec audace une relation homosexuelle de façon normale, remarquant qu'on ne retrouvait pas dans Will et Grace le genre de détails réalistes représentés dans Buffy. Malgré les intentions initiales de Whedon de ne pas aborder frontalement ce genre de questions dans Buffy, il remarque que l'exploration de la sexualité de Willow « s'est avérée être l'une des choses les plus importantes que nous ayons réalisées dans la série », faisant alors du personnage de Willow Rosenberg, ainsi que son interprète Alyson Hannigan, des icônes gays.

#### Années 2000

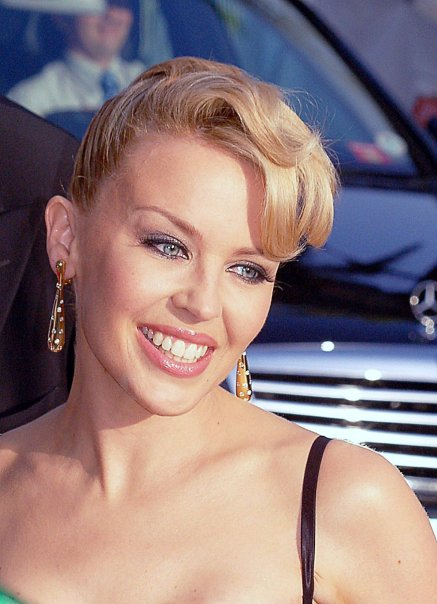
Kylie Minogue est une personnalité très suivie par la communauté gay.

Les singles Spinning Around en 2000 puis Can't Get You Out of My Head en 2001 permettent à Kylie Minogue de se réinventer musicalement et d'atteindre un plus large public, dont de nombreux fans issus de la communauté gay,. Elle déclare à ce sujet "Mon public gay a toujours été avec moi depuis le début... ils m'ont adopté". Elle obtient son premier public gay lorsque quelques drag queens lui interprètent une de ses musiques dans un bar de Sydney et en reprend plus tard, l'idée lors d'un de ses concerts à Melbourne. Minogue se dit très touchée d'avoir un public qui l'apprécie, ce qui l'encourage à interpréter ses titres lors de divers événements tels que Sydney Mardi Gras, le festival gay le plus connu au monde. De ce fait, elle devient une des icônes gay les plus suivies et adorées au monde.
La série télévisée Queer as Folk, diffusée pour la première fois en 2000, est le premier programme montrant la vie quotidienne de cinq personnages homosexuels et d'un couple lesbien. Comme la communauté gay était auparavant sous-représentée à la télévision, et que cette série avait pour ambition de présenter sans tabous la vie d’homosexuels, de nombreux critiques gay ont insisté sur sa responsabilité en ce qui concerne l’image des homosexuels, n’hésitant pas à critiquer l’image de débauche qu’elle pouvait donner. À l’inverse, une partie des homosexuels a salué le courage de la série pour aborder des sujets auparavant tabous de leur vie, qu’ils soient abordés d’un point de vue réaliste ou plus romancé, tout en faisant remarquer que de nombreux reproches adressés à Queer as Folk, comme le manque de diversité des acteurs ou la grande insistance sur les relations sexuelles, pouvaient également être faits à la plupart des séries télévisées, parlant d’homosexuels ou non. Finalement, la série devenue culte pour la communauté gay, a reçu davantage de critiques positives que de négatives, au point d’avoir gagné de nombreuses récompenses et obtenu de nombreuses nominations à des récompenses.
En 2001, Geri Halliwell, membre du groupe Spice Girls, reprend le tube It's Raining Men du groupe The Weather Girls paru en 1982, ce qui lui vaut le statut d’icône gay. Chantal Goya interprète son propre rôle de manière décalée, dans le film Absolument fabuleux de Gabriel Aghion. À cette occasion, elle revisite en version techno, l'un de ses plus grand tubes Becassine Is My Cousine, pour les besoins de la bande originale du film. Le titre sort en single et atteint la 26e place du classement en France, ce qui lui permet d'avoir un nouveau public, en l'occurrence celui de la communauté gay et par ce biais, d'obtenir le statut d'icône gay.
Un peu plus tard, le remix de la chanson I Turn To You de Melanie C, produit par Hex Hector, qui fut un succès en discothèques, devenant par la même occasion un hymne gay, remporte un Grammy Award pour le meilleur remix de l’année, ce qui est une première dans l'histoire.
Au même moment, c’est en interprétant le rôle de Elle Woods, jeune femme blonde pétillante vêtue de rose qui va devenir une brillante avocate dans le film culte La Revanche d'une blonde, que Reese Witherspoon, ainsi que ce personnage, sont intronisés comme des icônes gays pour toute la génération de l’époque,,,,,.
Le groupe t.A.T.u. publie en 2002, son premier single, All the Things She Said, qui dévoile une relation amoureuse entre deux jeunes filles. Le titre sort en single et son vidéoclip présentant à l'identique les paroles du morceau provoque un buzz, ce qui permet au groupe d'obtenir le succès et d'être adopté par la communauté gay,.
Dans un même temps, le rappeur américain Deadlee sort son premier album 7 Deadlee Sins. L'homosexualité de l'interprète y est dévoilée. Le disque est alors non seulement acclamé pour sa qualité mais aussi pour les thèmes très peu abordés dans le hip-hop, en l'occurrence l'homosexualité. De plus, s'inscrivant dans une mouvance naissante : le Homohop, il en devient de ce fait, un de ses représentants les plus connus.

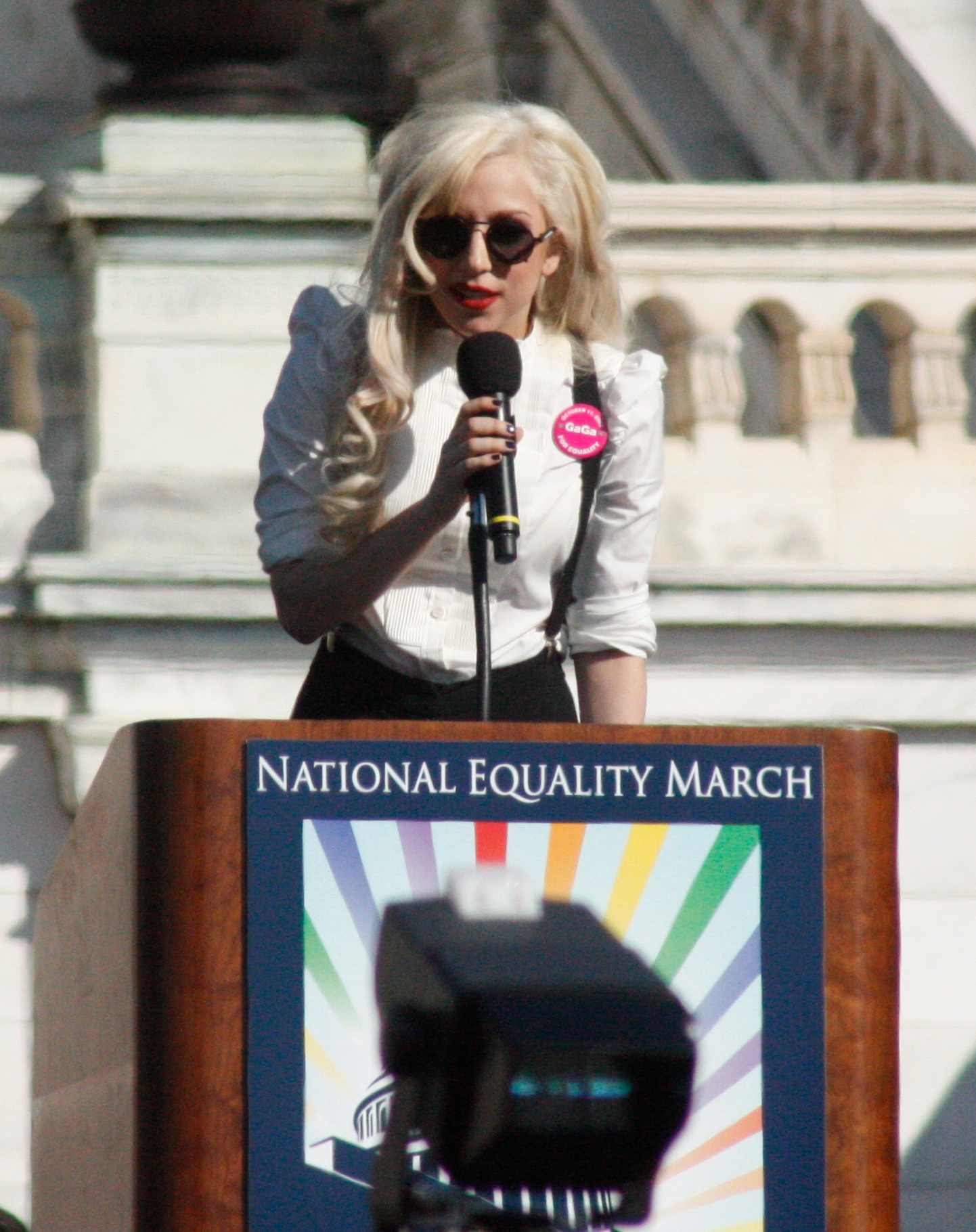
Lady Gaga s'exprimant lors d'une marche des fiertés en face du Capitole, siège du Congrès des États-Unis, à Washington en 2009.

Christina Aguilera obtient le statut d'icone gay, à la suite de la publication du single Beautiful, paru en 2003, qui parle de tolérance. Ce titre devient instantanément un hymne pour la communauté gay dont certains la nomme « chanson la plus poignante pour la communauté LGBT de la décennie ». La vidéo qui illustre le morceau démontre un couple du même sexe et une personne trans. De par cette initiative, Christina Aguilera est alors honorée d'un Abbey's Gay Walk Of Fame, pour sa contribution à la culture gay,,.
La même année, le groupe Shemale, composé de trois femmes trans, reprend le titre Être une femme de Michel Sardou et obtient la sympathie de la communauté LGBT,.
Diffusée dès 2004, la série télévisée The L Word dévoile la vie de personnages lesbiennes, bisexuelles et trans. Le programme devient culte pour la communauté LGBT, reçoit des critiques positives et obtient de nombreuses récompenses,.
En parallèle, la série Desperate Housewives, qui met en scène le quotidien de cinq voisines aux caractères bien différents dans le quartier de Wisteria Lane, y montrant également quelques personnages gays, devient rapidement culte pour la communauté homosexuelle, faisant également des cinq actrices Teri Hatcher, Felicity Huffman, Marcia Cross, Eva Longoria et Nicollette Sheridan, des icônes gays,,.
Dès sa première diffusion en 2005, la sérié télévisée Noah's Arc est suivie par la communauté gay : c'est le premier programme exclusivement composé de personnages gays afro-américains et latinos. Après deux saisons, une adaptation cinématographique nommée Noah's Arc : Jumping The Brown est portée à l'écran.
En 2008, Katy Perry est associé à la communauté gay avec son single I Kissed a Girl, qui parle d'un fantasme de la chanteuse qui embrasse une autre femme.
La même année, Lady Gaga fait son apparition et s'illustre par son soutien appuyé aux droits des personnes LGBT (la chanteuse étant bisexuelle) aux États-Unis, notamment le mariage,,.

#### Années 2010

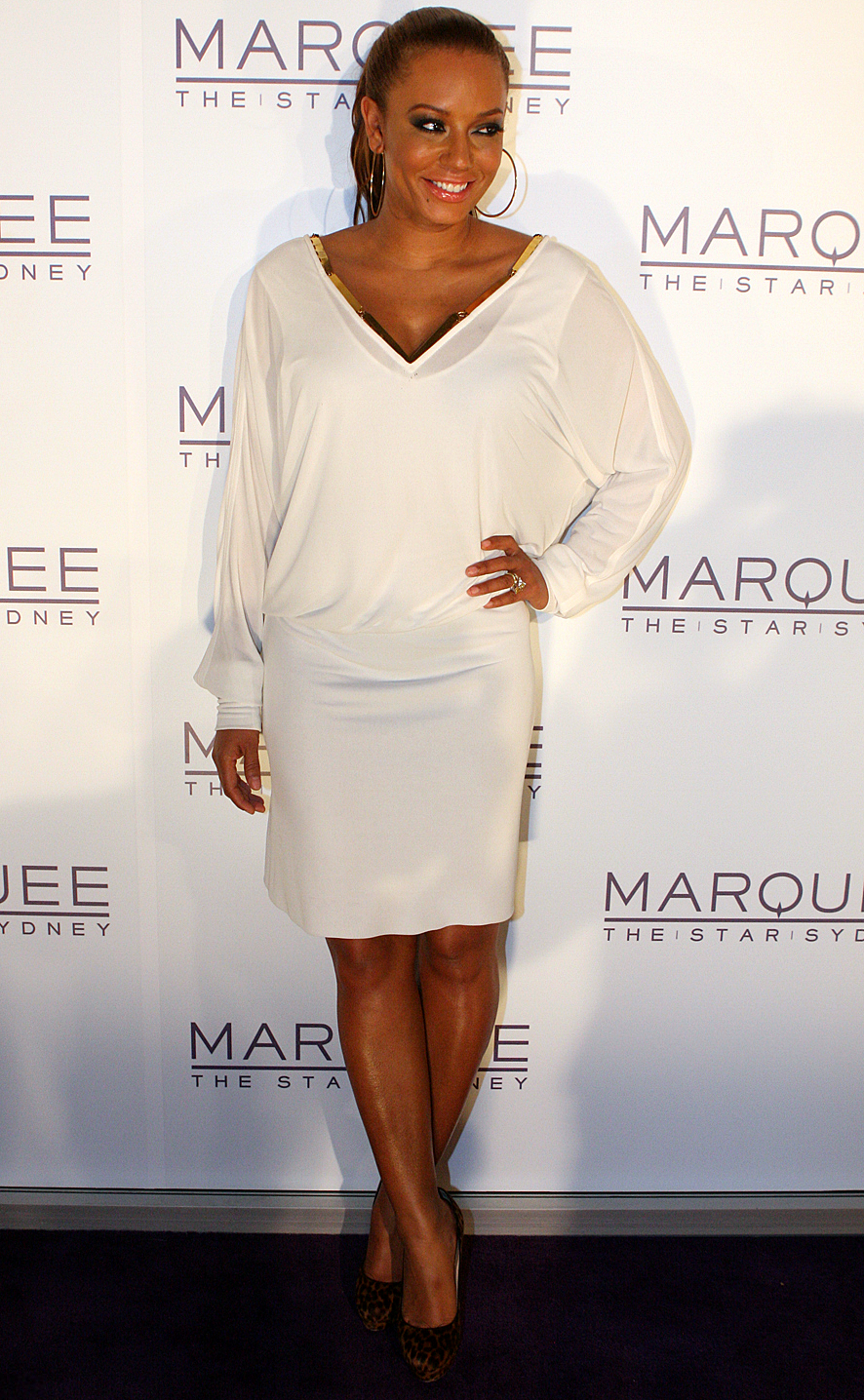
De par son titre For Once In My Life sorti en 2013, Mel B est devenue une icône gay.

En 2010, le chanteur Ricky Martin révèle son homosexualité et devient immédiatement une icône gay.
En 2010, Lady Gaga s'oppose fortement à la loi « Don't ask, don't tell » qui empêche les militaires ouvertement homosexuels de servir dans l'armée. L'année suivant, sa chanson Born This Way ("né(e) comme ça"), issue de l'album du même nom, s'impose comme un hymne à la tolérance envers les personnes LGBT, entre autres. Lady Gaga créée par la suite l'association Born This Way Foundation qui encourage tout individu dans l'affirmation de soi. Elle continue de fidèlement soutenir la communauté gay, et plus largement LGBT, au fil des années,.
En 2012, le titre Same Love, interprété par Macklemore et Ryan Lewis, qui traite sur le mariage entre deux personnes du même sexe, devient l’un des hymnes gays les plus appréciés de la décennie par la communauté homosexuelle. De ce fait, les deux interprètes sont alors pris comme exemples et érigés comme nouvelles icônes gays,,. En septembre de la même année, le projet de législation instaurant le Mariage homosexuel en France engendre un débat public mouvementé. Des icônes gay, françaises ou internationales, apportent leur soutien au projet de loi français telles que Mylène Farmer ou Lady Gaga qui souhaite également « le droit de se reproduire de manière tout à fait égale » pour les personnes homosexuel(le)s,.
Un peu plus tard, c'est en publiant son premier single Party Or Go Home, qui devient un hymne dans les discothèques, que Trina Braxton, devient une icône gay.
Le 21 août 2013, Wentworth Miller fait son coming out gay dans une lettre envoyée à la directrice d'un festival russe où il était convié, pour contester la loi anti-LGBT votée cette année en Russie. Il est immédiatement adopté par la communauté gay,. Plus tôt ce même mois, les autorités russes songeaient à poursuivre Lady Gaga et Madonna en justice après qu'elles ont appelé à davantage de droits pour les personnes LGBT lors de leurs concerts en Russie alors la législation locale interdit d'aborder le sujet en public.
La même année, de par son extravagance et la mise en avant d’hommes portant des talons aiguilles dans son vidéoclip Hot Sugar, Tamar Braxton devient une icône gay.
Dans un même temps, c’est en embrassant une autre femme dans son clip For Once In My Life, que la chanteuse Mel B devient une icône gay, faisant également de ce titre, un hymne pour cette communauté,,,.

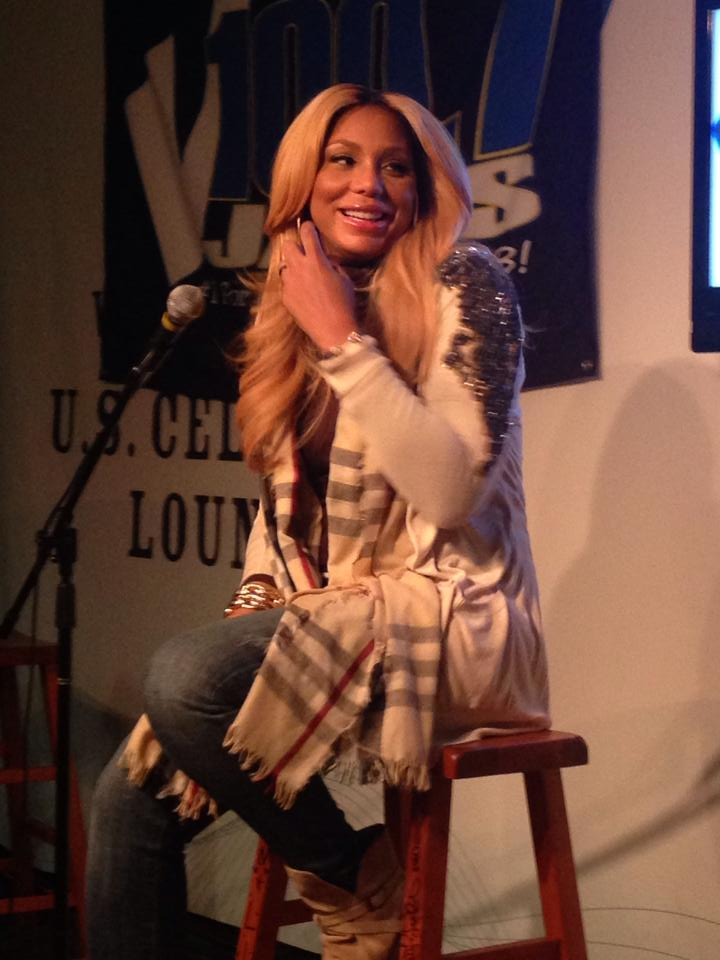
Grâce à ses singles Hot Sugar, Let Me Know, If I Don't Have You et My Man, la chanteuse de 5 octaves Tamar Braxton, est une icône gay de la décennie 2010.

Diffusée dès 2014, la série Looking, qui dévoile le quotidien normal de trois personnages homosexuels, tout en faisant tomber les clichés, est acclamée par la critique, devenant par la même occasion, culte pour la communauté gay,,.
La rappeuse Nicki Minaj est également considérée comme une icône gay de par ses nombreuses extravagances et looks qu'elle aborde dans ses clips.
Grâce au succès du single Break Free, qui parle de libération et sortit en 2014, Ariana Grande est rapidement adoptée par la communauté gay.
De par ses capacités vocales exceptionnelles de 5 octaves qu'elle tient sur le single Let Me Know paru en 2014, mais aussi via ses textes émouvants tels que If I Don't Have You et My Man, Tamar Braxton est l’une des nouvelles 
chanteuses préférées de la communauté gay,.
En 2016, Geri Halliwell est honorée aux Honorary Gay Award lors des Attitude Awards, pour son combat en faveur des droits des gays, mais aussi pour ses singles Bag It Up, It’s Raining Men et Ride It, qui sont des véritables hymnes pour la communauté gay.
C’est en mettant en avant des personnages peu vu au premier plan comme des afro-gays-américains, lesbiennes, voire souffrant de handicap dans les séries télé de DC Comics comme Arrow, Flash, Supergirl, Legends of Tomorrow, mais aussi Black Lightning, que Greg Berlanti, le scénariste/producteur/créateur/réalisateur le plus productif de la télévision avec 14 programmes en cours, obtient des critiques élogieuses, devenant par la même occasion, une icône du patrimoine télévisuel, mais aussi une icône gay,,.
En 2017, plusieurs célébrités dont Jennifer Lawrence, Jimmy Kimmel, Britney Spears, Lady Gaga, Alicia Keys, Laverne Cox, Sia ou encore Cyndi Lauper signent une lettre ouverte contre le projet de loi texan dit Texas Senate Bill 6 and House Bill 1362. La loi vise à interdire et criminaliser l'accès, pour les personnes transgenres, aux toilettes publiques qui correspondent au genre auquel elles s'identifient. Cette même année le bannissement des personnes transgenres de l'armée est critiqué par de nombreuses célébrités alliées de la communauté LGBT telles que Alyssa Milano, James Corden, Lady Gaga ou encore Sasha Velour,.
Lors de l'émission de Radiotelevisión Española Operación Triunfo 2017, l'un des candidats, Agoney, révèle son homosexualité et embrasse en public son partenaire de télé-réalité Raoul Vázquez. Depuis, Agoney est considéré comme une icône LGBT, et a été un des invités d'honneur de la marche des fiertés de Madrid en 2018.
En 2018, le film Love, Simon, réalisé par Greg Berlanti, est le premier film à gros budget distribué par un studio, qui montre un adolescent gay au premier plan, ce qui est une première (car avant, il n’y avait que des gays en personnages principaux dans des films indépendants, tout en observant que ceux-ci étaient toujours des rôles secondaires ou tertiaires dans des films commerciaux),.
Cette même année, Laverne Cox, Lady Gaga, Cher et Caitlyn Jenner critiquent le plan de l’administration américaine qui pourrait éliminer la reconnaissance des personnes transgenres en empêchant le changement légal de genre.

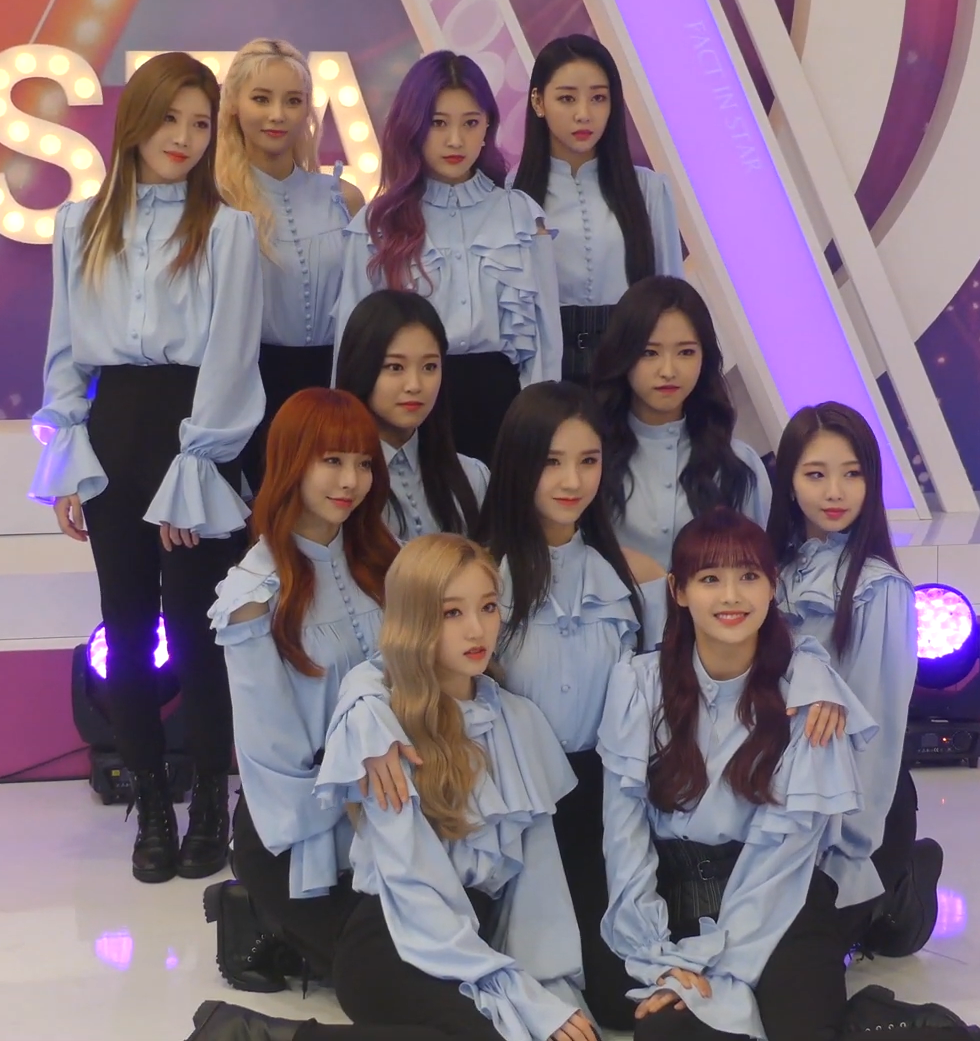
LOONA en 2018 durant les promotions de leur second mini album '[X X]' avec comme titre principal 'Butterfly'. HaSeul, la leader du groupe, est absente sur la photo.

Le groupe sud-coréen LOONA est connu auprès des fans de K-pop de leur ouverture aux minorités, notamment la communauté LGBTQIA+. En 2018, MTV News interview LOONA sur la forte présence de la communauté LGBTQIA+ dans leurs fans, les 'Orbits'. La Corée du Sud est un pays conservateur alors, à leur échelle, s'exprimer sur ce sujet est une grande avancée et leur a créé cette réputation de « groupe ouvert à la diversité du monde »[source secondaire nécessaire].

## Monde politique
Harvey Milk a été la première personnalité ouvertement homosexuelle à être élue aux États-Unis. En Islande, Jóhanna Sigurðardóttir est la première chef de gouvernement ouvertement lesbienne.
En France, Christiane Taubira pourrait être considérée comme une icône gay dans le sens où elle a porté comme Garde des sceaux la loi en faveur du mariage homosexuel en France en 2013. Dans l'arène politique, peut être considéré comme une icône gay Bertrand Delanoë.
En dehors du monde du spectacle, la princesse Diana est aussi une icône gay[réf. nécessaire].

## Postérité
Comme le cas célèbre d'Alan Turing cité précédemment concernant la transformation moderne d'une personnalité en icône, certaines personnalités sont devenues des icônes gay longtemps après leur décès, notamment dans leur pays, comme par exemple:
- Sappho, poétesse grecque[221];
- Charles d'Éon de Beaumont (1728-1810), dit le Chevalier d'Éon;
- Arthur Rimbaud (1854-1891), poète français[222] ;
- Elena Fortún (1886-1952), créatrice de Celia, personnage queer destiné aux enfants[223];
- Eva Kotchever (1891-1943), écrivaine polonaise[224], dite la Reine du troisième sexe, propriétaire du club lesbien Eve's Hangout de New York[225], déportée et assassinée à Auschwitz[226] ;
- Federico García Lorca (1898-1936), poète espagnol assassiné durant la guerre d'Espagne[227] ;
- Victorina Durán (1899-1993), fondatrice du Cercle saphique de Madrid[228].